# Dipoena ocosingo
Dipoena ocosingo är en spindelart som beskrevs av Claude Lévi 1953. Dipoena ocosingo ingår i släktet Dipoena och familjen klotspindlar. Inga underarter finns listade i Catalogue of Life.